# Kresz Mária
Kresz Mária (Berlin, 1919. június 4. – Budapest, 1989. szeptember 1.) néprajzkutató, muzeológus, a történettudományok (néprajz) kandidátusa (1978), Kresz Géza orvos unokája, Kresz Géza hegedűművész lánya.

## Élete
Berlinben született, iskoláit Bécsben és Torontóban végezte, ennek következtében anyanyelvi szinten beszélt németül, angolul és magyarul. Tanulmányait a budapesti Pázmány Péter Tudományegyetemen folytatta, ahol történelmet, régészetet és néprajzot hallgatott. Ez utóbbit többek között Györffy Istvántól és Viski Károlytól.

## Munkássága
1943-ban került a Néprajzi Múzeumba, ahol 46 éven keresztül, 1989-ben bekövetkező haláláig dolgozott, még 1981-es nyugdíjba vonulása után is (tudományos főmunkatársként).
Legfőbb kutatási területének a népi kerámia, a népviseletek, a népművészet és a gyermekélet számított.

## Elismerései
- Munka Érdemrend arany fokozata – 1981
- Magyar Néprajzi Társaság Györffy István-emlékérme – 1985

## Főbb művei
- A hagyományokba való belenevelődés egy parasztfaluban. Budapest. 1949.
- Magyar parasztviselet (1813-1867). Budapest. Akadémiai Kiadó, 1956.

A könyv képmelléklete
- Fazekas, korsós, tálas. Néhány szempont fazekasközpontjaink kutatásához és összehasonlításához. Ethnographia, 1960. 297-374.
- A népi cserépedények szakterminológiája. (Igaz Máriával közösen) Néprajzi Értesítő, 1965. 87-132.
- Négy testvér egymást kergeti. Népi mondókák, találós kérdések. (gyűjtőként) Móra Könyvkiadó, 1969.
- Népi szűcsmunka. Budapest. Corvina Könyvkiadó, 1979.
- A Néprajzi Múzeum kerámiagyűjteménye. A kutatás és gyűjtés története 1872-1972. In: Néprajzi értesítő 1977. LIX. 17-38.
- Magyar népi cserépedények. Móra Könyvkiadó, 1983.
- A csákvári fazekasság. A Fejér megyei Múzeumegyesület kiadványai 1. Székesfehérvár. 1987.
- Agyagművesség In: Magyar Néprajz 3. Kézművesség. Budapest. Akadémiai Kiadó, 1991.
- Magyar fazekasművészet. Budapest. Corvina-Forum, 1991.

Szüleiről:
- Géza de Kresz and Norah Drewett – Their life and music on two continents. (Király Péterrel közösen) Toronto. Canadian Stage and Arts Publication Limited, 1989.

## Emlékezete
Nevét a róla elnevezett alapítvány őrzi: Kresz Mária Alapítvány – Fazekas Központ Archiválva 2007. január 11-i dátummal a Wayback Machine-ben